# Charles David Din Dika
S.M. Charles David Din Dika Akwa III est le 6e roi de la communauté Akwa au Cameroun.

## Biographie

### Enfance, éducation et débuts
Din Dika Akwa III est le petit fils du roi Dika Mpondo Akwa.

### Carrière
Sa Majesté Charles David Din Dika Akwa III est banquier de profession.

## Chef des Akwa

### Intronisation
Il est intronisé chef des Akwa le 27 octobre 2001 sur les berges du Wouri.
Lors de son intronisation, des membres du gouvernement et l'élite du Cameroun et des pairs sont présents: des lamibés du Nord-Cameroun (Garoua, Ngaoundéré, Demsa), des rois de l´Ouest-Cameroun (le Sultan, Roi des Bamouns, le Chef Supérieur Bandjoun, Bana) la reine des Ewondo et des Bene, les paramount Chiefs du Sud-Ouest. Comme personnalités extérieures au Cameroun, sont présents Esther Kamatari, princesse du Burundi et Kpodegbe Toyi Djigla, Roi d´Allada au Bénin et président du Conseil Supérieur des Rois d'Afrique. Dans la foule, des délégations nigériane, centrafricaine, togolaise, béninoise, senégalaise, malienne, et certaines communautés de groupes de danses de leur pays d´origine sont présentes. La population Akwa (encore appelée Bonambela) est présente et habillée de vêtements de couleurs et de pagnes traditionnels (rouge, avec armoiries).
La barque du roi, avec sa flottille de pirogues, fend les eaux du fleuve vers la rive; saluée par tous les navires à quai. Venu de Mbanya (sanctuaire des rois Akwa à Douala-Nord), il va vers la hutte, près des berges, pour recevoir les attributs du pouvoir. Il est installé sur le siège royal par le patriarche Kingu´a Kwa Mpedi Mwa Ngand'a Kwa, gardien de la tradition chez les Bonambela. Puis il reçoit un chasse-mouche, symbole de paix, un coupe-coupe, symbole de guerre et une hotte, symbole de la transcendance.

### Fin de règne
Il meurt des suites d'une maladie le 8 décembre 2020 à l’hôpital Général de Douala,; cinq jours avant la date du Ngondo, la fête culturelle des peuples de l’eau au Cameroun.  

### Successeur
Il est remplacé au trône par son fils, Louis Din Dika Akwa, désigné le 15 mars 2022 et installé officiellement le 15 juillet 2023. 